# Caricea montana
Caricea montana är en tvåvingeart som först beskrevs av Willi Hennig 1961.  Caricea montana ingår i släktet Caricea och familjen husflugor. Inga underarter finns listade i Catalogue of Life.